# 가릴리아노강
가릴리아노강(이탈리아어: Garigliano)은 이탈리아 중부 지역에 있는 강이다.
가리강[라피도(Rapido)강으로도 알려짐]과 리리강의 합류 지점에서 형성되었다. 가릴리아노강이라는 말은 실제로도 "가리-리라노"(Gari-Lirano, 이탈리아어로 "리리강에서 발생한 가리강"이라는 의미)의 변형 형태이다. 고대 시대에는 리리강과 가릴리아노강의 전체가 리리스강(Liris)으로 알려졌다.
가릴리아노강의 대부분을 차지하는 40 km 길이는 라치오주와 캄파니아주 사이의 경계를 형성했다. 중세 시대에는 베르데강(Verde)이라고 알려져 교황령과의 남쪽 경계를 형성하였다.

## 역사적 중요성
9세기와 10세기 초에 아랍인 무리가 가릴리아노강 제방에 거처를 마련하고 그곳에서 캄파니아와 이탈리아 중부 지역에 잦은 약탈을 벌였다. 915년에 교황, 비잔티움인, 프랑크족, 롬바르드족, 나폴리인들의 동맹군이 가릴리아노 전투에서 아랍인들을 패배시켰다.
1503년 스페인군과 프랑스군이 또다른 가릴리아노 전투에서 교전을 벌였고, 여기서 피에로 데 메디치가 익사하면서 메디치 가문의 지배권은 차후에 교황 레오 10세가 되는 조반니 데 메디치에게 넘어갔다. 프랑스 대군은 사실상 스페인군에게 경미한 피해밖에 입히지 못 했고, 프랑스의 남은 병력은 가에타에서 항복했다.
제2차 세계대전의 이탈리아 전역 기간에, 리리강-가리강-가릴리아노강은 1943년~1944년에 벌어진 몬테카시노 전투에서 독일군의 방어선(가장 유명한 것은 구스타프 라인)의 체계의 중심지에 있었다. 풍문으로는 전투가 벌어지는 동안 사망한 병사들의 많은 주검에서의 피로 인하여 카시노 지역에 강은 붉게 되었다고 한다.

## 원자력 발전소
1959년부터 1982년까지 '가릴리아노'라는 이름의 비등수형 원자로 방식의 원자력 발전소가 세사아우룬카 인근에 있었다.

## 같이 보기
- 구스타프 라인